# Friedenspfarrer
Friedenspfarrer – auch Friedenspastor – bezeichnet zunächst Geistliche, die sich der Friedensbotschaft des Evangeliums verpflichtet fühlen und sich auf Grundlage dieser Motivation aktiv in der Friedensbewegung allgemein oder in einer ihrer Organisationen engagiert haben. Die Zuschreibung erfolgte positiv oder kritisch mitunter bereits zeitgenössisch, meist jedoch im Rückblick auf die Lebensleistung.
In einer ersten historischen Phase bezieht sich der Begriff auf christliche Geistliche beiderlei Konfessionen, die sich ab dem Ende des 19. Jahrhunderts in Organisationen wie zum Beispiel in Deutschland in der Deutschen Friedensgesellschaft (gegründet 1892) oder dem Friedensbund Deutscher Katholiken (gegründet 1919) engagiert haben. Viele von ihnen traten im Vorfeld oder während des Zweiten Weltkrieges als Kriegsdienstgegner in Erscheinung oder traten für Kriegsdienstverweigerer ein.
Nach dem Zweiten Weltkrieg haben sich unter den neuen politischen Bedingungen weltweit wiederum zahlreiche Geistliche in unterschiedlichen, zum Teil fortgeführten, zum Teil neu gegründeten Organisationen engagiert, ob zum Beispiel im Rahmen der Christlichen Friedenskonferenz (gegründet 1958) oder in der Bewegung Pax Christi (gegründet zum Ende des Weltkrieges in Frankreich). Unter den Bedingungen der DDR haben dabei nicht wenige dieser neuen Generation der Friedenspfarrer mit der SED oder auch mit der Staatssicherheit zusammengearbeitet. Ähnliche Situationen gab es unter anderem auch in der Tschechoslowakei und in Ungarn, dort mehrheitlich katholische Geistliche betreffend. Sie wurden bereits zeitgenössisch eher abwertend und entgegen der ursprünglichen Bedeutung als „Friedenspfarrer“ oder „Friedenspriester“ bezeichnet. Walter Bredendiek wies bereits in seiner Arbeit über „Emil Fuchs und die Anfänge des Christlichen Arbeitskreises in Friedensrat der Deutschen Demokratischen Republik“ (1964) die diffamierende oder auch nur ironische Verwendung des Begriffs im Blick auf die friedensbewegten Geistlichen zurück, die sich auch von Amtsbrüdern als „Friedenshetzer“ abkanzeln lassen mussten.
Die Situation änderte sich in den 1980er Jahren, als in vielen Staaten kritisch eingestellte Pfarrer sich gegen die staatliche Politik wandten. Insbesondere die in der friedlichen Opposition aktiven Pfarrer und Pastoren wurden infolgedessen als Friedenspfarrer bezeichnet.

## Frühe Phase
Der Kirchenhistoriker Walter Bredendiek konstatierte für die frühe Phase der Friedensbewegung in Bezug auf die in ihre engagierten „Friedenspfarrer“:

„Die für die Friedensbewegung tätigen Pfarrer wurden als Irrlehrer und Schwärmer, schlechte Patrioten, gelegentlich direkt als Staatsfeinde angeprangert. Gesellschaftlicher Boykott, Diffamierung vor der Öffentlichkeit, gegen sie gerichtete Pressekampagnen und Denunziationen gehörten bald zu den alltäglichen Erfahrungen, die die `Friedenspfarrer´ machen mußten. Dennoch wuchs ihre Zahl stetig an.“

### Geistliche in der Deutschen Friedensgesellschaft
Pfarrer Otto Umfrid (1857–1920) wurde 1894 Mitglied der 1892 gegründeten Deutschen Friedensgesellschaft (DFG) und war von 1900 bis zu seinem Tod 1920 ihr Vizepräsident. 1895 bestanden 26 Ortsgruppen der DFG, von denen eine von einem Pfarrer geleitet wurde; 1899 hatte sich die Zahl der Ortsgruppen auf 71 erhöht, zu deren Vorsitzenden drei evangelische Geistliche gehörten. Zu seinen frühen Weggefährten gehörte Albert Kalthoff (1850–1906). Er gründete 1903 die Bremer Ortsgruppe und wurde deren Vorsitzender. Bis 1907 entwickelte sich eine Gruppe von Pfarrern und Theologen innerhalb der DFG, die öffentlich auf ihre Mitarbeit hinweisen und andere Geistliche zur Mitarbeit ermutigen wollte. Diese Erwägungen führten 1907/08 zum ersten Friedensappell deutscher Theologen. Otto Umfrid, Martin Rade (1857–1940) und Ludwig Weber (1846–1922) verschickten diesen Appell an etwa tausend Pfarrer in Deutschland. Davon wurden rund einhundert Mitglieder der DFG. Das DFG-Mitglied Paul Knapp (1879–1953) gründete die kurzlebige Deutsche Friedenspartei.
Karlheinz Lipp zählt in seiner Arbeit „Die Berliner Friedenspfarrer und der Erste Weltkrieg“ in besonderem Maße Otto Umfrid, Ernst Böhme (1862–1941), Hans Karl August Francke (1864–1938) und Walther Nithack-Stahn (1866–1942) als DFG-Mitglieder zu den „Friedenspfarrern“.
Spätere Mitglieder waren Martin Niemöller (1892–1984), Kurt Essen (1904–1993), Herbert Mochalski (1910–1992) und Franz Freiherr von Hammerstein-Equord (1921–2011).
Der Jenaer Pfarrer Ernst Böhme ging in seinen Predigten in der Kunitzer Kirche und mit Schriften gegen Rüstung und Kriegsverherrlichung an. Der Leiter der Jenaer Ortsgruppe der Deutschen Friedensgesellschaft berief 1908 den Ersten Deutschen Friedenskongress nach Jena ein. 1894 war von Böhme bereits der erste Beitrag zum Thema „Christen und Friedensbewegung“ unter dem Titel „Der Krieg und die christliche Kirche“ erschienen. Dieser Aufsatz ist das erste theologisch und kirchengeschichtlich begründete Plädoyer für die nachhaltige Unterstützung der Friedensbewegung durch Christen, Pfarrer und Kirchen.

### Entwicklungen vor und im Ersten Weltkrieg
Der zweite Friedensappell deutscher Theologen von 1913, formuliert durch den Pfarrer an der Berliner Gedächtniskirche Walther Nithack-Stahn, warb um Völkerverständigung und um die Verhinderung des drohenden Krieges durch ein internationales Rechtsabkommen. Dieser Aufruf wurde an 3400 Geistliche versandt und von 340 unterzeichnet. Erstunterzeichner waren Walther Nithack-Stahn, Heinrich Weinel, Otto Umfrid, Ernst Böhme, Rudolf Wielandt (Pfarrer von Niedereggenen), Adolf Wagner (Pfarrer von Neuhengstett) und Hans Karl August Francke. Dieser und ähnliche Appelle waren der Versuch, evangelische Pfarrer und Theologen für die Mitarbeit in der Friedensbewegung zu gewinnen.
Pfarrer verstanden ihren Verkündigungsauftrag als Verpflichtung, vor den Schrecken des Krieges zu warnen und ihre Gemeinden zum tätigen Einsatz für friedliche Verhältnisse im gesellschaftlichen Zusammenleben und zwischen den Völkern zu ermutigen.

### Geistliche im Internationalen Versöhnungsbund
Im 1914 gegründeten Internationalen Versöhnungsbund waren folgende Geistliche bereits früh Mitglied geworden: Alfred Dedo Müller (1890–1972), er wurde 1925 der Vorsitzende des deutschen Zweiges, Abraham J. Muste (1885–1967), Friedrich Siegmund-Schultze (1885–1969) und Hermann Maas (1877–1970). Pfarrer Wilhelm Mensching (1887–1964) wurde 1932 Präsident und Sekretär des Internationalen Versöhnungsbundes. Später kamen noch Kurt Essen (1904–1993), Heinrich Kloppenburg (1903–1986), Jean Lasserre (1908–1983) und André Trocmé (1901–1971), schließlich Rudolf Albrecht (1942–2015) und Martin Arnold (* 1946) hinzu.
Mit Leonhard Ragaz (1868–1945), der bereits 1915 als Friedenspfarrer bezeichnet wurde, und Willi Kobe (1899–1995), Vorsitzender des Schweizer Versöhnungsbundes, sowie mit Emil Fuchs war auch eine starke Gruppe religiös-sozialistisch gesinnter Pfarrer in der Friedensbewegung, insbesondere im Internationalen Versöhnungsbund tätig. Der religiöse Sozialist Hans Hartmann übernahm 1927 die Leitung der deutschen Sektion von Alfred Dedo Müller. In diesen Kontext gehört auch Ragaz-Freund Oswald Damian (1889–1978).
Mit Max Josef Metzger (1887–1944) trat in Deutschland aufgrund seiner Erfahrungen als Divisionspfarrer im Ersten Weltkrieg erstmals ein römisch-katholischer Pfarrer einer internationalen Friedensorganisation bei.

### Friedensbund Deutscher Katholiken
Während des Ersten Weltkrieges begannen auch katholischerseits Anstrengungen, einen Friedensbund zu schaffen. Federführend waren an der Gründung des Friedensbundes Deutscher Katholiken 1919 neben Max Josef Metzger folgende friedensbewegte Geistliche beteiligt:
- Johann Baptist Wolfgruber (1868–1950),[17] der Gründer des Friedensbundes katholischer Geistlicher, der durch die „Konferenz katholischer Pazifisten“ vom 2. Oktober 1919 durch die Öffnung für Laien zum Friedensbund Deutscher Katholiken erweitert wurde;
- Ernst Thrasolt (1878–1945), der zudem Vorstand des Bundes der Kriegsdienstgegner war.
- Franziskus Maria Stratmann (1883–1971)[18]

Insbesondere Alfons Maria Wachsmann (1896–1944), Franz Stock (1904–1948) und Joseph Cornelius Rossaint (1902–1991) sind als Mitglieder des Friedensbundes noch bekannt geworden. Unter den katholischen Geistlichen aus dieser Zeit ist, wenn auch nicht Mitglied im FDK, Georg Moenius als Friedenspfarrer zu nennen. Nach der Wiedergründung des Friedensbundes 1946 trat insbesondere der Düsseldorfer Pfarrer Matthias Beckers in Erscheinung.

### NSDAP-Mitglieder unter den Friedenspfarrern
Unter anderem hielten Heinrich Grüber, Gerhard Kehnscherper, Heinrich Kloppenburg, Kurt Wiesner, Erich Arndt und Hans Hartmann ihr Engagement in der Friedensbewegung mit einer NSDAP-Mitgliedschaft vereinbar. Während Grüber und Kloppenburg Anfang 1933 ein, aber bereits im Laufe des Jahres wieder ausgetreten waren und sich fortan im Pfarrernotbund und pazifistischen Widerstand engagierten, wurde Kehnscherper 1935 wegen einer Rosenberg-kritischen Schrift ausgeschlossen. Bei Wiesner und Arndt führte erst der eigene Kriegsdienst als Soldat bzw. Militärpfarrer zu einer völligen Abkehr von der NS-Ideologie und Hinwendung zur Friedensbewegung nach dem Ende des Zweiten Weltkrieges. Hartmann bedauerte seinen späten Beitritt (1942) zur NSDAP später öffentlich.

## Nach dem Zweiten Weltkrieg

### Friedenspfarrer gegen die Wiederbewaffnung der Bundesrepublik
Johannes Oberhof wurde Mitglied im Bremischen Friedenskomitee und beteiligte sich an Aktionen gegen die Wiederbewaffnung und wurde dafür von seiner Kirchenleitung diszipliniert.

### DDR

#### Christlicher Arbeitskreis im Friedensrat der DDR
In der DDR sammelten sich Friedenspfarrer, die in der Weimarer Republik und zur NS-Zeit friedenspolitisch aktiv waren, im „Christlichen Arbeitskreis“ des Friedensrates der DDR. Im Friedensrat oder einem seiner Vorläufer aktiv waren unter anderem:
- Emil Fuchs (1874–1971) – Vorstand bei den Religiösen Sozialisten in Thüringen; 1933 Quäker; 1949 Umsiedlung in die DDR; 1953 im Präsidium des Deutschen Friedensrates; Gründungsmitglied der Christlichen Friedenskonferenz; DDR-CDU-Mitglied in der DDR
- Max Rauer – katholischer Kirchenhistoriker und Erzpriester, Mitglied im Komitee der Kämpfer für den Frieden, Vorläufer des Friedensrates
- Karl Kleinschmidt (1902–1978) – Schweriner Domprediger, 1949 Teilnehmer am Weltfriedenskongreß in Paris; Gründungsmitglied im Komitee der Kämpfer für den Frieden; Mitglied der Christlichen Friedenskonferenz; 1961 bis 1973 im DDR-Regionalausschuss der CFK; SED-Mitglied
- Erich Hertzsch (1902–1995) – Fraktionsvorsitz der Religiösen Sozialisten im Thüringer Landeskirchentag, von den Deutschen Christen zum Rücktritt gezwungen; 1950 aus SED ausgetreten; zeitweilige Mitarbeit im Friedensrat; 1958 Mitbegründer der Christlichen Friedenskonferenz in Prag
- Theodor Werner (1892–1973) – 1950 Mitglied im Deutschen Friedenskomitee

Am 4. und 5. November 1950 fand in Berlin der Erste Kongress der deutschen Kämpfer für den Frieden (später gezählt als 1. Deutscher Friedenskongress) statt. An ihm nahmen 42 evangelische und einige katholische Theologen teil. Diese 42 evangelische Theologen verfassten eine „Erklärung aller auf dem Ersten Kongreß der Deutschen Kämpfer für den Frieden anwesenden evangelischen Geistlichen“. Dies war die erste Erklärung evangelischer Theologen nach 1945, die die prinzipielle Bedeutung der Friedensfrage für die Glaubwürdigkeit und Konkretion evangelischer Verkündigung in dieser Zeit erkannt und artikuliert hat.
Unter den Delegierten, die die deutsche Friedensbewegung auf dem 2. Weltfriedenskongress in Warschau vom 16. bis 22. November 1950 vertraten, befanden sich drei evangelische Theologen. Sie waren auch an der Beschlussfassung über den ersten Aufruf beteiligt, der auf einem Weltfriedenskongress nach 1949 verabschiedet wurde und sich speziell an Christen wandte. Am 27. Juni 1950 fand in Dresden die erste größere Konferenz der sächsischen Friedenspfarrer statt, an der 52 Theologen teilnahmen.
Die 1952 und Anfang 1953 von Friedenspfarrern verfassten Stellungnahmen zu politischen Situationen von Pfarrern und Theologen, wandten sich gegen die Wiederbewaffnung in der BRD, den Generalvertrag und den EVG-Vertrag und setzten sich mit der Tagung des Weltfriedensrates 1952 in Berlin, dem Zweiten Friedenskongress 1952 und dem Weltfriedenskongress in Wien auseinander.
Günter Wirth schreibt in seinem Aufsatz „Die 'Friedenspfarrer' am Anfang der fünfziger Jahre“ über die Motivation der Friedenspfarrer für ihr Engagement:

„Andererseits läßt sich im Zusammenhang mit einer 1959, zum zehnten Jahrestag der DDR, herausgekommenen Broschüre „Mein Weg zur Friedensbewegung“ eine Motivforschung betreiben, die sehr deutlich und klar den tiefen theologischen Gehalt und den weiten historischen Horizont der Friedenspfarrer zeigt - unabhängig davon, ob jeder von ihnen in ebensolcher Weise qualitätsvoll seine Position begründete oder nicht. ... Ohne die von den erwähnten Autoren zur Geltung gebrachten Stichworte auf sie selbst zu beziehen, kann man statistisch folgendes in Erfahrung bringen, die Quantitäten qualitativ geordnet: Von Kant, dem Neukantianismus, von Tolstoi und Gandhi zum Erlebnis des Kampfes der Arbeiterbewegung, des antifaschistischen Ringens, der Politik der Sowjetunion, zum Sozialismus. Von der Jugendbewegung, der Deutschen Demokratischen Partei, vom Evangelisch-Sozialen Kongreß, dem Versöhnungsbund, dem Christlichen Friedensdienst, den Quäkern, den religiösen Sozialisten zur Weltfriedensbewegung. Von den Kirchenvätern, von Zinzendorf, Schleiermacher, Heering, Ragaz, Rade, Nithack-Stahn, Mensching, Siegmund-Schultze zu Bonhoeffer, Schweitzer, Hromadka, Eckert und Fuchs.“

Außer den schon Genannten wirkten an dieser Broschüre unter anderen folgende Geistliche in der DDR mit:
- Johannes Herz (1877–1960) – 1925 Mitglieder der deutschen Delegation auf der Stockholmer Weltkirchenkonferenz; ab 1945 Mitglied der Liberal-Demokratischen Partei Deutschlands (LDPD) und zeitweise in deren Zentralvorstand; ab 1950 Mitglied des Weltfriedensrats
- Gerhard Kehnscherper (1903–1988), Greifswald – ab 1933 NSDAP-Mitglied und Mitglied des Bundes nationalsozialistischer Pfarrer; 1935 Ausschluss aus NDSDAP, aber Mitglied der Reichsschrifttumskammer; DDR-CDU-Mitglied; Mitglied des Friedensrates der DDR sowie der Christlichen Friedenskonferenz[25]

#### Geistliche in der Christlichen Friedenskonferenz in der DDR
Der 1958 international gegründeten, in der DDR aber staatlich kontrollierten Christlichen Friedenskonferenz gehörten zahlreiche Geistliche in der DDR an, darunter Erich Arndt, Gerhard Bassarak, Karl Brinkel, Norbert Buske, Wolfgang Caffier, Otto Ekelmann, Walter Feurich, Peter Franz, Dieter Frielinghaus, Emil Fuchs, Theophil Funk, Christa Grengel, Rolf-Dieter Günther, Wolf-Dietrich Gutsch, Curt-Jürgen Heinemann-Grüder, Klaus-Peter Hertzsch, Erich Hertzsch, Carl-Jürgen Kaltenborn, Gerhard Kehnscherper, Wolfgang Kerst, Helmut Kramer, Martin Kramer, Günter Krusche, Gerhard Linn, Werner Meinecke, Dietrich Mendt, Alfred Dedo Müller, Helmut Orphal, Bruno Schottstädt, Dieter Weigel und Kurt Wiesner.

#### Kritik an SED-gebundenen Friedenspfarrern
In DDR-Kirchenkreisen war es bis in die 1970er Jahre üblich, solche Pfarrer als Friedenspfarrer zu bezeichnen, die mit der SED zusammenarbeiteten, diese Bezeichnung wurde als Schimpfwort verwendet. Diese Pfarrer, die die Politik von SED und Nationaler Front unterstützten, blieben in ihrer Kirche weitgehend isoliert. Sie kamen wegen ihrer Staatsnähe und wegen teilweise vermuteter Mitarbeit bei der Staatssicherheit in Verruf.
SED-Mitglieder waren unter anderen:
- Bruno Theek (1891–1990) – 1911 SPD-Mitglied; 1917 USPD-Mitglied; 1922 wieder SPD-Mitglied; Mitglied im Bund der Religiösen Sozialisten Deutschlands; 1941 bis zum Ende des Krieges im KZ Dachau; von 1946 bis 1951 SED-Mitglied
- Karl Kleinschmidt (1902–1978) – 1926 führendes Mitglied im Bund religiöser Sozialisten Deutschlands in Thüringen, 1930 Nachfolger von Emil Fuchs im Landesvorsitz, 1927 SPD-Mitglied, 1933 aus seinem Amt vertrieben, Kriegsdienst, US-amerikanische Kriegsgefangenschaft, Mitglied der Christlichen Friedenskonferenz, von 1961 bis 1973 im DDR-Regionalausschuss
- Wolfgang Caffier (1919–2004) – Mitte 1948 SED-Mitglied, seit 1958 Mitglied der sozialismusnahen Christlichen Friedenskonferenz
- Werner Meinecke (1910–1971) – seit 1946 SED-Mitglied, dort in der Kommission Kirche und Religion; Mitglied der Christlichen Friedenskonferenz; 1961 Mitarbeit in der I. Allchristlichen Friedensversammlung in Prag stattfand
- Will Völger (1893–1968) – zunächst SPD-Mitglied; 1946 bis 1958 Mitglied der SED
- Heinrich Schwartze (1903–1970) – Mitglied im Bund der Religiösen Sozialisten Deutschlands; SPD-Mitglied; 1943 Kriegsdienst; englische Kriegsgefangenschaft; 1945 wieder SPD, dann 1946 nach Zwangsvereinigung mit KPD SED-Mitglied[30]

In der Aufarbeitung der DDR-Vergangenheit haben sich folgende Geistliche als Inoffizielle Mitarbeiter des Ministeriums für Staatssicherheit herausgestellt, was die Kritik an den mit dem SED-Regime kooperierenden Friedenspfarrern noch verstärkte:
- Gerhard Bassarak
- Peter Franz
- Wolf-Dietrich Gutsch
- Walter Feurich
- Rolf-Dieter Günther
- Günter Krusche

#### Wende und friedliche Revolution
Ab den 1980er Jahren werden bis zur Gegenwart – im Gegensatz zum obigen Kontext, letzter Absatz – auch Geistliche als Friedenspfarrer bezeichnet, die zur staatlichen Politik kritisch eingestellt waren. Beispiele dafür sind: Friedrich Schorlemmer (1944–2024), Rainer Eppelmann (* 1943) und Christian Führer (1943–2014), der als „Friedenspfarrer der deutschen Wende“ bezeichnet wird.
Darüber hinaus waren unter anderem folgende Geistliche sowohl in der DDR-Opposition und in der Friedensbewegung engagiert und infolgedessen für eine Wende und friedliche Revolution in der DDR eingetreten:
- Bernd Albani (* 1944) – Protestaktionen in der Gethsemane-Kirche zum 40. Jahrestag der DDR; von Dezember 1989 bis 1991 Sprecher des Neuen Forums Berlin-Prenzlauer Berg
- Harald Bretschneider (* 1942) – Vorbereitung des Treffens „Frieden konkret“ 1987 in Leipzig; im Herbst 1989 Verbindungsmann der Oppositionsgruppen in Leipzig und Dresden; Betreuung inhaftierter Teilnehmer der Montagsdemonstrationen
- Rudolf Albrecht (1942–2015) – Gründer des Meißener Friedensseminars, in der Beratung Wehrpflichtiger; Mitarbeiter des Referats Friedensfragen der Theologischen Studienabteilung beim Bund der Evangelischen Kirchen in der DDR; 1992 bis 1996 Vorstand des deutschen Zweiges des Internationalen Versöhnungsbundes.
- Peter Bickhardt (1933–2018) – 1984 Mitgründer der Oppositionsgruppe „Ärzte für den Frieden“; 1989 Gründungsmitglied der Bürgerbewegung Demokratie Jetzt
- Christoph Wonneberger (* 1944) – seit 1986 Koordination der montäglichen Friedensgebete in der Leipziger Nikolaikirche[35]
- Hans-Jochen Tschiche (1929–2015) – seit den achtziger Jahren in der Friedensbewegung engagiert; Gründungsmitglied der Bürgerbewegung Neues Forum.
- Heiko Lietz (* 1943) – Vorbereitung des Treffens „Frieden konkret“; bis 1989 Moderation bei den Treffen in der Berliner Samariterkirche von Rainer Eppelmann; ab 1989 Mitarbeit im Neuen Forum, Mitglied des Republiksprecherrats sowie Vertreter des Neuen Forums am Zentralen Runden Tisch.
- Ruth Misselwitz (* 1952) – Gründerin des Friedenskreises Pankow im Herbst 1981; 1991 Gründungsmitglied der Mobilen Akademie für Geschlechterdemokratie und Friedensförderung e. V. (OWEN); von 2001 bis April 2010 Vorsitzende des Vorstandes der Aktion Sühnezeichen Friedensdienste; Mitglied des Kuratoriums der Stiftung Friedliche Revolution in Leipzig.

### Bundesrepublik Deutschland

#### Geistliche im Kampf gegen die Wiederbewaffnung der Bundesrepublik
- Johannes Oberhof

#### Geistliche in der Christlichen Friedenskonferenz
Nachdem westdeutsche und tschechoslowakische Theologen unter der Leitung von Josef L. Hromádka die Christliche Friedenskonferenz gründeten, wurden auch in der Bundesrepublik zahlreiche Pfarrer Mitglied derselben. Gründungsmitglied war dabei
Martin Niemöller. Weitere Mitglieder waren: Werner Sanß, Ernst Wilm, Jürgen Moltmann, Walter Kreck, Heinrich Grüber, Friedrich-Wilhelm Marquardt, Hans-Jochen Vogel, Herbert Mochalski, Hans Stempel, Hans A. de Boer, Louis-Ferdinand von Zobeltitz, Paul Oestreicher, Karl Immer, Erhard Peschke, Ernst Uhl, Heinold Fast, Willibald Jacob, Winfried Maechler, Hans Joachim Oeffler, Heinrich Kloppenburg Joachim Kanitz, Manfred Karnetzki, Karl Kleinschmidt, Horsta Krum, Rudolf Weckerling, Kurt Essen, Hanfried Krüger, Hannelore Hansch, Horst Stuckmann, Martin Schröter, Werner Wittenberger, Götz Bickelhaupt, Martin Stöhr, Peter Stolt, Heinrich Diestelmeier, Ernst Burdach, Heinrich Jochums, Harald Bertheau, Edgar Popp, Hannelis Schulte und Horst Symanowski.

#### Geistliche bei Pax Christi
Die aus dem katholischen Kontext stammende, heute aber weitestgehend ökumenisch agierende Pax-Christi-Bewegung hat in ihren Reihen zahlreiche Bischöfe und Theologen. Als Priester hat sich vor allem Heinrich Missalla (1926–2018) einen Namen gemacht, der dem Bensberger Kreis angehörte, seit 1955 Mitglied von Pax Christi ist und später langjähriges Mitglied in dessen Präsidium sowie von 1987 bis 1996 Geistlicher Beirat der Bewegung war.

### Im Westen und Osten wirkende Organisationen

#### Geistliche bei Aktion Sühnezeichen
1958 gründete Franz Freiherr von Hammerstein-Equord, damals Jugendpfarrer für die Evangelische Industriejugend Berlin, zusammen mit Lothar Kreyssig die Aktion Sühnezeichen als gesamtdeutsche Organisation, von 1968 bis 1975 war Von Hammerstein selbst deren Generalsekretär in Westdeutschland. Das langjährige und aktive Mitglied Manfred Karnetzki, Pfarrer der Kirchengemeinde Schlachtensee, war schließlich später von 1993 bis 2001 deren Vorsitzender und engagierte sich für das Zusammenwachsen der unterschiedlichen Organisationen in Ost-Deutschland mit der Alt-Organisation. Er wurde 2001 von Ruth Misselwitz, seit 1981 Pfarrerin der Evangelischen Kirchengemeinde Alt-Pankow und Gründerin des Friedenskreises Pankow, abgelöst. Sie war bis April 2010 Vorsitzende. Außerdem waren folgende Geistliche aktiv: Friedrich Magirius (der Pfarrer in Chemnitz-Einsiedel und an der Dresdner Kreuzkirche war 1974 bis 1982 Leiter der Aktion in der DDR), Otto Mörike (der als Pfarrer im Ruhestand Vorsitzender in Württemberg wurde), Paul-Friedrich Martins (Berufung in den Leiterkreis der DDR).

## Aktuelle Entwicklungen

### Deutschland
Von den bisher genannten Friedenspfarrern sind in der Friedensbewegung unter anderen noch präsent:
- Peter Franz (* 1941)
- Horsta Krum (* 1941)
- Christof Ziemer (* 1941)
- August Dahl (* 1942)
- Jutta Dahl (* 1943)
- Rainer Eppelmann (* 1943)
- Wolfram Hülsemann (* 1943)
- Heiko Lietz (* 1943)
- Bernd Albani (* 1944)
- Friedrich Schorlemmer (1944–2024)
- Christoph Wonneberger (* 1944)
- Louis-Ferdinand von Zobeltitz (* 1945)
- Martin Arnold (* 1946)
- Karl-Wilhelm ter Horst (* 1950)
- Ruth Misselwitz (* 1952)

#### Einzelnennungen
In Medienberichten wurden Fritz Berghaus, Karl-Wilhelm ter Horst, Matthias Engelke, Mitri Raheb, Martin Jürges und Jadallah Shihadeh als Friedenspfarrer bezeichnet.

#### Weitere aktuelle Verwendungen
In der Evangelischen Kirche in Hessen und Nassau werden die mit Friedensarbeit befassten Geistlichen als „Friedenspfarrer“ bezeichnet.